# Hietalahden jalkapallostadion
Hietalahden jalkapallostadion – stadion piłkarski w Vaasie, w Finlandii. Został otwarty w 1936 roku. Może pomieścić 4600 widzów. Swoje spotkania rozgrywają na nim piłkarze klubu Vaasan Palloseura. Na stadionie dwukrotnie zagrała również reprezentacja Finlandii, 16 lipca 1972 roku ze Związkiem Radzieckim i 4 sierpnia 1988 roku z Bułgarią (obydwa spotkania zakończyły się remisami 1:1). W 2018 roku obiekt był także jedną z dwóch aren Mistrzostw Europy U-19 (obok OmaSP Stadion w Seinäjoki).